# FTAM
FTAM (File Transfer Access and Management o Gestión y Acceso de Transferencia de Ficheros) es un protocolo del Modelo de interconexión de sistemas abiertos (OSI), que obtuvo el número de estándar ISO 8571. FTAM pertenece a la capa de aplicación del modelo OSI. 
FTAM intentó reunir en un solo protocolo la transferencia de ficheros, al estilo del FTP, y el acceso remoto a ficheros abiertos al estilo de NFS. En el RFC 1415 se especifica una pasarela FTP-FTAM.
FTAM no tuvo gran aceptación en Internet, y su utilización hoy día es, como mucho, marginal.
- Datos: Q1412618